# Кайны
Кайны (каз. қайын iнi, от «кайын» — совокупность родственников мужа/жены и «ини» — младший брат) — термин семейно-родственной связи у казахов и киргизов. В казахских семьях кайнами называют младших но отношению к супругам родственников. Кайны для мужа — младшие братья жены (близко к русскому «шурин»), а для жены — младшие братья мужа (близко к русскому «деверь»). По отношению к супругам кайнами будут являться также двоюродные, троюродные и младшие братья. В некоторых регионах Казахстана используют термин «балдыз».